# Турки ибн Нассер Аль Сауд
Турки ибн Нассер Аль Сауд (араб. تركي بن ناصر آل سعو‎; 14 апреля 1948, Эр-Рияд — 30 января 2021, Эр-Рияд) — саудовский принц и государственный деятель, генерал-лейтенант авиации (2000).

## Биография
Турки ибн Нассер Аль Сауд родился 14 апреля 1948 года в Эр-Рияде в семье принца Нассера ибн Абдул-Азиза Аль Сауда и его жены Мухди бинт Ахмед Аль Судайри. Получил образование в Военном колледже США, который закончил в качестве магистра политологии, а также посещал военные курсы по авиации в США и Великобритании.
В 1966 году начал службу в Королевских ВВС в звании лейтенанта на авиабазе короля Абдул-Азиза. В последующие годы он стал командиром в трёх разных отрядах, а во время войны в Персидском заливе командовал авиабазой Дархан.
Был руководителем торговой сделки между Великобританией и Саудовской Аравией, получившей название «Аль-Ямама».
В 2000 году он получил звание генерал-лейтенанта и стал советником министра обороны Султана ибн Абдул-Азиза Аль Сауда.
В 2001 году король Фахд ибн Абдул-Азиз назначил его государственным министром по вопросам охраны окружающей среды. Помимо этого принц Турки также был руководителем организации помощи людям больным аутизмом. В 2012 году при его участии в Эр-Рияде был открыт Центр аутизма имени принца Нассера ибн Абдул-Азиза.
В августе 2013 года указом короля Абдаллы новым министром на его должности был назначен Абдул-Азиз ибн Омар Аль Джасер.
В ноябре 2017 года он был арестован в числе других принцев и саудовских политиков по обвинению в коррупции и отмывании денег. Через два месяца, в январе 2018 года он был освобождён.
Скончался 30 января 2021 года в Эр-Рияде в возрасте 72 лет, похоронная молитва состоялась на следующий день.

## Бизнес
На момент смерти его состояние оценивалось равное 1 миллиарду долларов, у него была большая коллекция классических автомобилей. Помимо этого среди его имущества упоминается особняк в Беверли-Хиллз, общей стоимостью в размере 21 миллиона долларов.

## Семья
Был женат на своей двоюродной сестре Нуре бинт Султан Аль Сауд; у них 2 сына и 5 дочерей. Старший сын, принц Фейсал (род. 1973) — спортивный функционер, президент клуба «Ан-Наср» (2009—2018).
Одна из дочерей, принцесса Ламия — спортсменка-любитель.